# Вулиця Східна (Черкаси)
Ву́лиця Схі́дна — вулиця в Черкасах.

## Розташування
Простягається від вулиці Героїв Холодного Яру на північний схід, потім повертає паралельно залізниці.

## Опис
Вулиця вузька, асфальтована. По вулиці розташовано декілька дрібних підприємств.

## Походження назви
Вулиця утворена в 1959 році.